# Система двенадцати рангов
Систе́ма двена́дцати ра́нгов (яп. 冠位十二階 канъи дзю:никай, «12-ступенчатая система головных уборов и рангов») — система званий и чинов в древней Японии, внедрённая в 603 году принцем-регентом Сётоку. Первая японская чиновничья система китайского типа. В исторической литературе иногда называется Табель 12 рангов или Система рангов Сётоку.

## История
Система 12 рангов была утверждена 5-го числа 12-го месяца на 11-м году правления Императрицы Суйко (603) и вступила в силу с 1-го числа 1-го месяца следующего года. Она предусматривала классификацию придворной и региональной знати японского государства по образцу китайской чиновничьей бюрократии. Система устанавливала иерархию 12 ступеней: рангов, цветных головных уборов и аксессуаров, которым соответствовала определённая степень. Названия рангов были заимствованы из конфуцианства — благодать (徳), человеколюбие (仁), вежливость (礼), вера (信), обязанность (義) и мудрость (智). Цвета были взяты из даосистской теории о пяти первоэлементах — земля (土), огонь (火), вода (水), дерево (木) и металл (金). Таблица 12 ступеней с рангами приведена ниже.
| №  | Флаг Японии | Флаг России           | Цвет              |
| -- | ----------- | --------------------- | ----------------- |
| 01 | 大徳        | Старшая благодать     | тёмно-фиолетовый  |
| 02 | 小徳        | Младшая благодать     | светло-фиолетовый |
| 03 | 大仁        | Старшее человеколюбие | тёмно-синий       |
| 04 | 小仁        | Младшее человеколюбие | светло-синий      |
| 05 | 大礼        | Старшая вежливость    | тёмно-красный     |
| 06 | 小礼        | Младшая вежливость    | светло-красный    |
| 07 | 大信        | Старшая вера          | тёмно-жёлтый      |
| 08 | 小信        | Младшая вера          | светло-жёлтый     |
| 09 | 大義        | Старшая обязанность   | тёмно-белый       |
| 10 | 小義        | Младшая обязанность   | светло-белый      |
| 11 | 大智        | Старшая мудрость      | тёмно-чёрный      |
| 12 | 小智        | Младшая мудрость      | светло-чёрный     |

Авторство системы приписывается принцу Сётоку. Образцом для неё послужила бюрократическая модель китайской династии Суй, изученная японцами во время первого посольства в 600 году. Целью системы 12 рангов было преодоление клановости японской политики, которая была порождена старой титулярно-родовой системой, и создание условий для развития талантливых, но незнатных чиновников. Принц пытался усилить роль Императора путём ослабления влияния могущественных аристократических родов и созданием класса управленцев-профессионалов, зависимых от японского монарха. Система 12 рангов свидетельствовала соседним странам, что Япония переходит на «цивилизованные рельсы» управления страной.
Несмотря на надежду принца Сётоку, система не оправдала себя. Наивысшие ранги получали главы богатейших аристократических семей, а Император и дальше оставался их заложником. Фактически система 12 рангов превратилась в придаток титулярно-родового строя. Несмотря на это, она была первым шагом японской власти к реорганизации существующего политического режима, предпосылкой будущих реформ Тайка, которые заложили правовой фундамент традиционной японской государственности на сотни лет.